# وینورلبین
وینورلبین (انگلیسی: Vinorelbine) که با نام تجاری ناولبین (Navelbine) و سایر نام های تجاری فروخته میشود نوعی داروی شیمی درمانی است که در درمان برخی سرطان ها از جمله سرطان پستان و سرطان ریه (از نوع غیر سلول کوچک) به شکل داخل وریدی یا خوراکی مورد استفاده است.
عوارض مصرفی :
کاهش شدید اشتها در بیمار 
زخم شدن دهان 
یبوست شدید 